# دوغ بودوان
دوغ بودوان (بالإنجليزية: Doug Beaudoin)‏ هو لاعب كرة قدم أمريكية أمريكي، ولد في 15 مايو 1954 في ديكينسون في الولايات المتحدة.

## وصلات خارجية
- دوغ بودوان على موقع مرجع كرة القدم المحترفة.كوم (الإنجليزية)